# Бойл, Дэрил
Дэ́рил Бойл (англ. Daryl Boyle; 24 февраля 1987, Спарвуд, Канада) — канадский и немецкий профессиональный хоккеист, защитник. Игрок сборной Германии по хоккею с шайбой.

## Биография
Родился 24 февраля 1987 года в Канаде, в городе Спарвуд провинции Британская Колумбия. Выступал за юношеские клубы в молодёжных лигах Канады. ВС 2004 по 2008 год выступал в Западной хоккейной лиге за команду «Брандон Уит Кингз». В 2008 году дебютировал в Американской хоккейной лиге за команду «Норфолк Эдмиралс», позже выступал за клубы «Рокфорд Айсхогс» и «Пеория Ривермен». В АХЛ выступал до 2011 года, всего в лиге провёл 176 матчей, забросил 11 шайб и отдал 39 голевых передач. Сыграл несколько матчей за команду лиги Восточного Побережья «Аляска Эйсез», в её составе стал обладателем кубка Келли.
В 2011 году стал игроком команды Немецкой лиги «Аугсбургер Пантер». Провёл за команду 3 сезона, был капитаном команды. В 2014 году стал игроком мюнхенского «Ред Булла». В составе мюнхенцев стал двукратным чемпионом страны.
В 2013 году впервые был вызван в расположение национальной сборной Германии по хоккею с шайбой. В 2016 году дебютировал на чемпионате мира по хоккею с шайбой за немецкую команду.